# Kristoffer Andersen
Kristoffer Andersen, né le 9 décembre 1985 à Etterbeek (Bruxelles), est un footballeur belge, d'origine danoise.
Il est le fils du footballeur international danois Henrik Andersen. Il a évolué comme défenseur ou milieu de terrain, principalement en Allemagne avant de se reconvertir comme entraîneur.

## Biographie
Kristoffer Andersen naît en Belgique alors que son père évolue au RSC Anderlecht. Il grandit ensuite à Eupen, une ville proche de Cologne où son père évolue de 1990 à la fin de sa carrière en 1997. 
Passé par plusieurs clubs de Belgique pendant sa formation, Kristoffer Andersen commence sa carrière professionnelle en 2004 au KAS Eupen puis joue de 2005 à 2007 au FC Brussels. 
Il part ensuite en Allemagne et change de clubs chaque année, dans les divisions inférieures : Borussia Mönchengladbach, où il évolue uniquement avec la réserve, VfR Aalen, MSV Duisburg, VfL Osnabrück, FC Ingolstadt 04 et enfin Alemannia Aachen en 2012-2013.